# La Salada (Sevilla)
La Salada es una pedanía perteneciente al término municipal de Estepa, de la provincia de Sevilla, Andalucía, España. Se encuentra a 121 kilómetros de la capital de provincia, Sevilla.
Es un aldea eminentemente agrícola. El cultivo más numeroso es el olivo, y en concreto la variedad de aceituna más abundante es la hojiblanca, especialidad de aceituna recogida tanto para aderezo como para molino.
Estepa se encuentra a tan solo 6 km, por lo cual, la mayoría de sus habitantes tienen su residencia allí y suele ser utilizada tan solo como residencia de verano, debido a su lejanía a la carretera y los escasos ruidos que se producen en esa zona (debido a la nula existencia de fábricas, empresas, etc.)
En esta aldea podemos encontrar la Ermita de San Isidro Labrador, la única del lugar, en la cual podemos encontrar las imágenes de: Nuestra Señora del Rosario, San Isidro Labrador y el Sagrado Corazón de Jesús. 

## Demografía
Según el censo de 2007, la aldea de La Salada tiene 37 habitantes.
En la siguiente tabla se detalla la evolución del número de habitantes en los últimos ocho años según INE 2007.
Es imprescindible especificar la fuente de los datos.
Para ello, usa el parámetro "fuente".
Para más información, consulta Plantilla:Evolución demográfica/doc.
Los datos demográficos de los últimos años muestran un aumento mínimo progresivo de población.